# Hemistola dijuncta
Hemistola dijuncta là một loài bướm đêm trong họ Geometridae. không phải